# Кіста (готель)
Готель Кіста — колишній готель в Севастополі, що розташовувався в історичному центрі міста на Катерининській площі, біля Графської пристані (нині площа Нахімова, 2; будівля належить Технічному управлінню Чорноморському флоту Російської Федерації). Своєю назвою зобов'язаний першому власнику готелю голландцеві Фердинанду Кісту.

## Опис будівлі
Готель являв собою П-подібну в плані споруду з інкерманського каменю, що складалася з трьох будівель. Найбільш рання — двоповерхова, побудована в другій половині XIX століття, потім в 1890 році з'явився триповерховий корпус, а в кінці століття їх об'єднали зі східної сторони ще однією забудовою. Стиль комплексу був еклектичний: фасад, звернений до площі, виконаний у формах пізнього класицизму, східний — пізнього італійського ренесансу. Морський фасад мав два ряди лоджій, перекритих на третьому поверсі арками. Головний вхід до будівлі був з боку Катерининської площі, він був підкреслений балконом на стовпах, доповнений доричними колонами, на рівні третього поверху балкон переходив в лоджію з напівциркульною аркою.
У готелі було 85 номерів, ціна яких варіювала від 1 до 15 рублів на добу. На другому поверсі у великому фоє знаходився ресторан готелю в якому можна було поснідати за 50 копійок, пообідати за 1 рубль, повечеряти за 75 копійок. У меню значилося: йоржі агротень, вареники ледачі, щі Миколаївські, солянка збірна, розсольник, свиняча ніжка, гуляш, буженина з капустою. На десерт кизилове, грушеве морозиво, кавун, диня і різні напої.

## Історія

меморіальна дошка Л. Толстому

Готель відкритий 2 квітня 1891 року. Першим його господарем був Фердинанд Кіст, нащадок тесляра-корабела Кіста, якого Петро I привіз з Голландії в Росію. Після закінчення Кримської війни він купив в Севастополі земельну ділянку, де згодом був побудований готель.
Готель вважався найкращим у дореволюційному Севастополі, тут зупинялися багато знаменитостей: Максим Горький (1900 рік), Лев Толстой (1901 рік), Костянтин Станіславський (1905 рік), Антон Чехов, Леся Українка, Федір Шаляпін (1916 рік), Олександр Вертинський та інші. Ресторан готелю любив відвідувати один з перших професійних льотчиків початку XX століття Леонід Єфімов, а також його колеги по Качинській офіцерській льотній школі. В 1920-му році в готелі проживав командувач Добровольчою армією В. З. Май-Маєвський, а його ад'ютант — П. В. Макаров, був заарештований в одному з номерів готелю. Останні дні перебування в Севастополі провів в готелі Кіста командувач Російською армією барон П. М. Врангель.
У 1920-ті роки в будівлі розміщувався Палац праці, з 1935 — санаторій імені Сталіна, а після відвоювання Севастополя в травні 1944 року — штаб Чорноморського флоту, для якого в 1958 році побудували нову будівлю. У 1960 році архітектор А. В. Бобков склав проект незначної реконструкції комплексу для розміщення в ньому суднобудівного технікуму. У 1985 році будівлю передали ЧФ РФ.
У 2002 році архітектор А. Л. Шеффер розробив проект триповерхової прибудови з мансардою для Ділового і культурного центру мерії Москви.

## Меморіальні дошки

меморіальна дошка В. Касатонову

На стіні будівлі встановлені дві меморіальні дошки, присвячені:
- колишньому командувачу Чорноморським флотом адміралу В. Касатонову;
- письменнику Л. Толстому.